# Monceaux-l'Abbaye
Monceaux-l'Abbaye es una comuna francesa situada en el departamento de Oise, de la región de Alta Francia.

## Historia
En 1827 pasó a formar parte de la comuna de Bouvresse y en 1832 fue reconstituida a partir de sus antiguos territorios.

## Demografía
| Gráfica de evolución demográfica de Monceaux-l'Abbaye entre 1800 y 2022 |
|                                                                         |

Los datos demográficos contemplados en este gráfico se han cogido de la página francesa EHESS/Cassini.